# HD 47979
HD 47979，又名BD+53 1056，SAO 25916、HR 2463，是一颗恒星，视星等为6.27，位于銀經162.53，銀緯20.41，其B1900.0坐标为赤經6h 36m 6.9s，赤緯+53° 20.41′ 54″。